# After Death (película)
After Death es una película documental estadounidense de 2023 escrita y dirigida por Stephen Gray y Chris Radtke. La película narra las historias de varios sobrevivientes de experiencias cercanas a la muerte y presenta análisis de estos eventos por parte de autores y científicos mientras intentan determinar qué sucede después de que las personas mueren. La película presenta entrevistas, así como recreaciones de eventos, mientras las personas en el documental discuten lo que puede suceder después de la muerte. Recibió reseñas negativas de los críticos. En Japón y la Película "死後 (2023)".

## Reparto
Entrevistados
- John Burke: autor del best seller del New York Times de Imagine Heaven y pastor fundador de Gateway Church Austin
- Dra. Mary Neal - cirujana ortopédica
- Dr. Michael Sabom - cardiólogo
- Dr. Jeffrey Long - autor de Evidence of the Afterlife: The Science of Near-Death Experiences
- Dr. Raymond Moody - psiquiatra
- Dale Black: expiloto de aerolínea
- Don Piper: ministro ordenado y autor de 90 Minutes in Heaven. Piper estuvo involucrado en un accidente frontal con un camión con remolque en 1989 y afirmó que fue a las puertas del cielo donde fue recibido por su difunto abuelo.
- Howard Storm: ministro y autor de My Descent Into Death
- Paul Ojeda - fundador de la Iglesia Austin Powerhouse
- Swen Spjut - investigador del fiscal de distrito
- Dr. Ajmal Zemmar - neurocientífico
- Dean Braxton, ministro autorizado y autor de In Heaven!: Experiencing the Throne of God
- Dr. Karl Greene - neurocirujano
- Steve Kang - autor de From Hell to Heaven: Buddhism to Christianity through the Gospel of Jesus and a Near Death Experience
- Anita Onarecker Wood - Directora de Educación y Evangelización de la Iglesia Bautista Memorial y autora de Divine Appointment: Our Journey to the Bridge
- Eva Piper - autora de A Walk Through the Dark

Recreación
- Koko Marshall como Beverly
- Michael Jovanovski como Gene
- Kate Duffy como Eva
- Doug Lito como Howard
- Drew Neal Horton como Chuck
- Nicholas Saenz como Don
- Fabian Jaime como Paul
- Chetavious Davis como Dr.Greene
- Ryan Mcarthy como Dr. Sabom
- Nick McCloud como Dale

## Estreno
La película se estrenó el 27 de octubre de 2023 en  Estados Unidos y Canadá.
En España se estrenó en cines el 25 de julio de 2024.

## Recepción
After Death recibió reseñas generalmente mixtas de parte de la crítica y de la audiencia. En el sitio web agregador de reseñas Rotten Tomatoes, la película posee una aprobación de 53%, basada en 15 reseñas, con una calificación de 5.8/10, mientras que de parte de la audiencia tiene una aprobación de 87%, basada en más de 1000 votos, con una calificación de 4.4/5.
El sitio web Metacritic le dio a la película una puntuación de 22 de 100, basada en 4 reseñas, indicando "reseñas generalmente desfavorables". Las audiencias encuestadas por CinemaScore le otorgaron a la película una "A-" en una escala de A+ a F, mientras que en el sitio IMDb los usuarios le asignaron una calificación de 6.1/10, sobre la base de más de más de 5200 votos.